# Campionati europei juniores di scherma 1996
I Campionati europei juniores di scherma del 1996 (1996 European Juniors Fencing Championships) sono stati organizzati dalla Confederazione europea di scherma e si sono svolti a Limoges, in Francia.
Nel fioretto, si sono aggiudicati i titoli di campione europeo l'italiano Giuseppe Pierucci, che ha battuto in finale il francese Mercier, e la tedesca Martina Gutermuth che ha avuto la meglio sull'olandese Scouterden.
Nella spada il tedesco Jörg Fiedler ha battuto in finale il belga Joeri Van Laecke, mentre tra le donne l'italiana Sara Cristina Cometti ha superato la russa Roussou.
Nella sciabola il magiaro András Décsi ha prevalso sul russo Alexei Diatchenko.

## Podi

### Uomini
| Specialità  | Oro               | Argento           | Bronzo                          |
| Individuali |                   |                   |                                 |
| Fioretto    | Giuseppe Pierucci | Antoine Mercier   | Marco Ramacci Lukasz Jamroz     |
| Spada       | Jörg Fiedler      | Joeri Van Laecke  | Matthieu Mattias Larsson        |
| Sciabola    | András Décsi      | Alexei Diatchenko | Alexei Frossine Alexander Weber |

### Donne
| Specialità  | Oro                   | Argento          | Bronzo                        |
| Individuali |                       |                  |                               |
| Fioretto    | Martina Gutermuth     | Nele Schouterden | Alice Bacigalupo Rita König   |
| Spada       | Sara Cristina Cometti | Tatiana Logunova | Stephanie Eim Renata Dejewska |